# Tsaranemura andohahelica
Tsaranemura andohahelica är en bäcksländeart som beskrevs av Renaud Maurice Adrien Paulian 1955. Tsaranemura andohahelica ingår i släktet Tsaranemura och familjen Notonemouridae. Inga underarter finns listade i Catalogue of Life.